# Mustafa Hasanagić
Mustafa Hasanagić   (Priboj, 20 d'abril de 1941 - Belgrad, 12 de novembre de 2023) va ser un entrenador i futbolista iugoslau.

## Carrera de club
Després de començar al seu club natal, el FAP, Hasanagić va ser transferit al Partizan, equip de la Primera Lliga Iugoslava, el 1961. Va passar vuit temporades amb el Crno-beli i va guanyar tres títols de campió (1961–62, 1962–63 i 1964–65). En total, Hasanagić va jugar 104 partits a la màxima categoria i va marcar 56 gols, acabant com a màxim golejador de la lliga la temporada 1966–67. També va ajudar l'equip a arribar a la final de la Copa d'Europa el 1966, contribuint-hi amb sis gols. Va jugar com a titular la aquella final, que el Partizan va perdre contra el Reial Madrid per 2 a 1 a l'Estadi Heysel, de Brussel·les, la sisena Copa d'Europa madridista.
El 1969, Hasanagić va marxar a Suïssa per jugar amb el Servette. També va passar una temporada amb el seu company club suís, La Chaux-de-Fonds, abans de tornar a la FAP.

## Carrera internacional
A nivell internacional, Hasanagić va jugar cinc vegades amb la selecció de Iugoslàvia, debutant el 7 de novembre de 1965 en un partit de classificació per a la Copa del Món amb Noruega, que va empatar 1 a 1 a casa. El seu últim partit internacional va ser el 3 de maig de 1967 en un partit de classificació per a l'Eurocopa amb l'Alemanya Occidental, amb una victòria a casa per 1-0.

## Carrera com a entrenador
Després de penjar les botes, Hasanagić va ser entrenador de diversos clubs, entre els quals destaca l'Ankaragücü a Turquia del 1974 al 1976. També va entrenar la selecció nacional siriana el 1979.

## Mort
Hasanagić va morir el 12 de novembre de 2023.

## Palmarès
Partizan
- Primera Lliga Iugoslava: 1961–62, 1962–63, 1964–65

Individual
- Màxim golejador de la Primera Lliga Iugoslava: 1966–67